# Tregurà de Dalt
Tregurà de Dalt es un pueblo situado en Ripollés, Gerona, España. Se encuentra a una altitud de 1.425 m. En 1996 tenía 30 habitantes. El pueblo tiene una iglesia llamada "Sant Julià de Tregurà".

## Galería

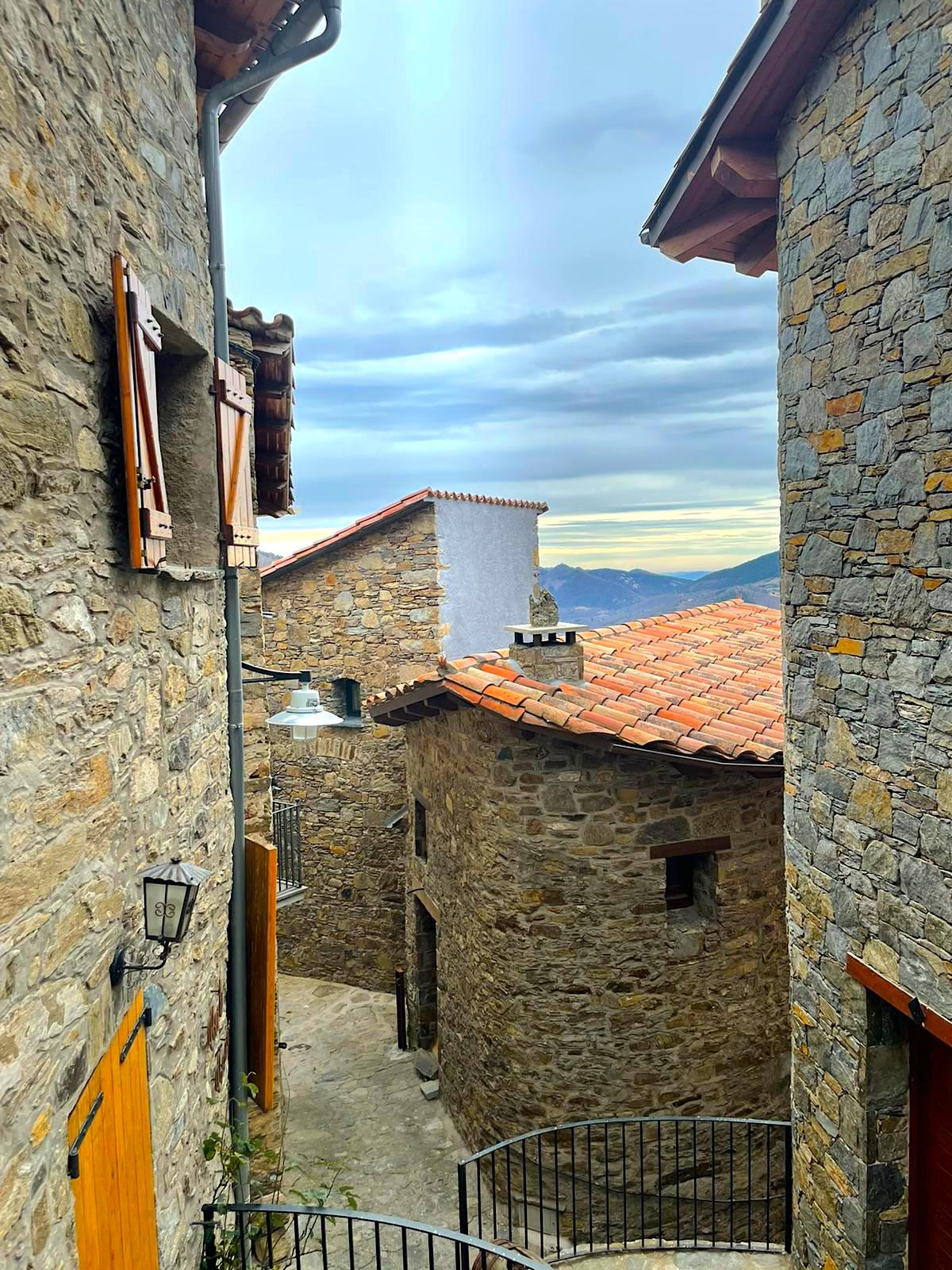
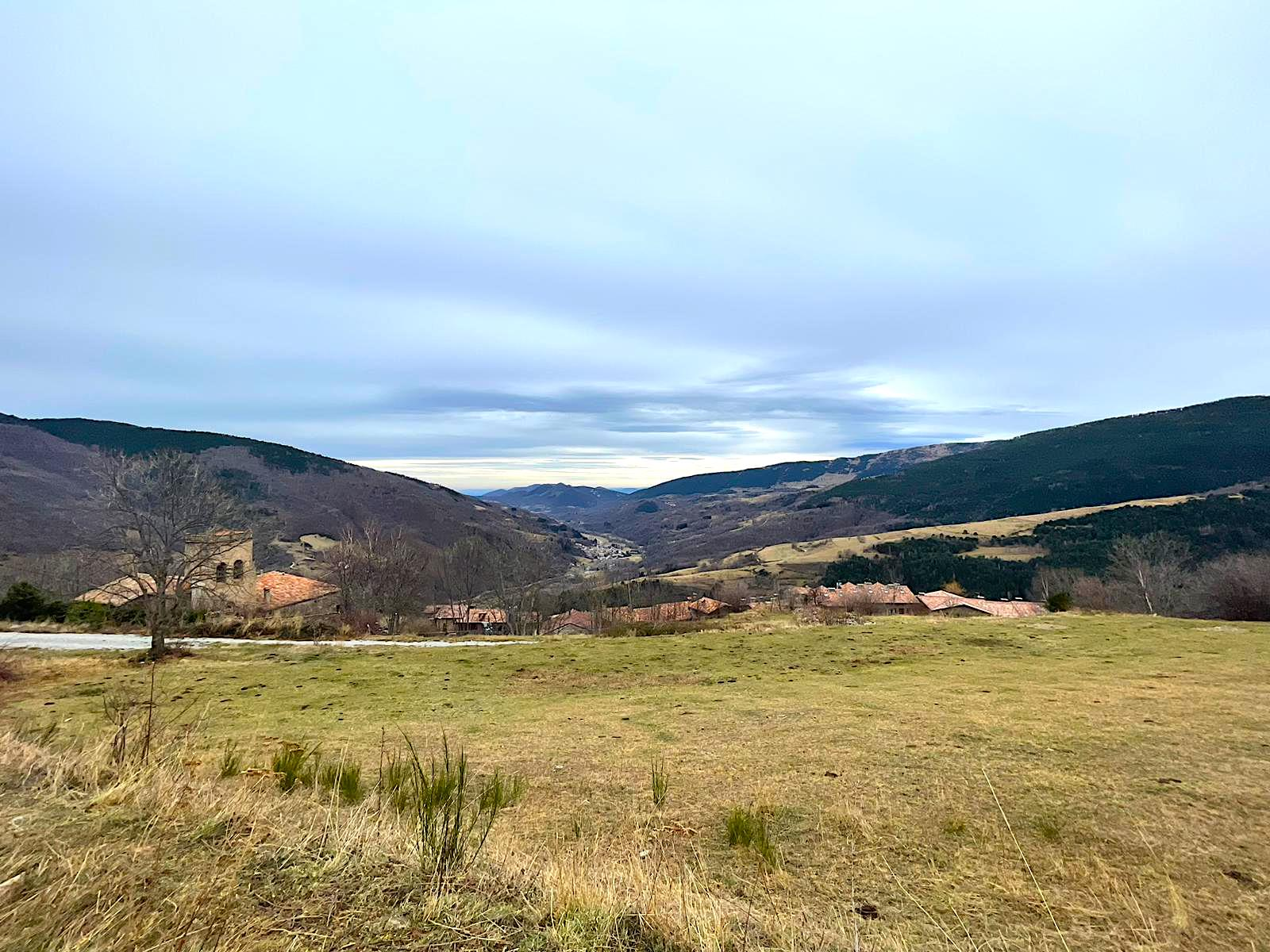
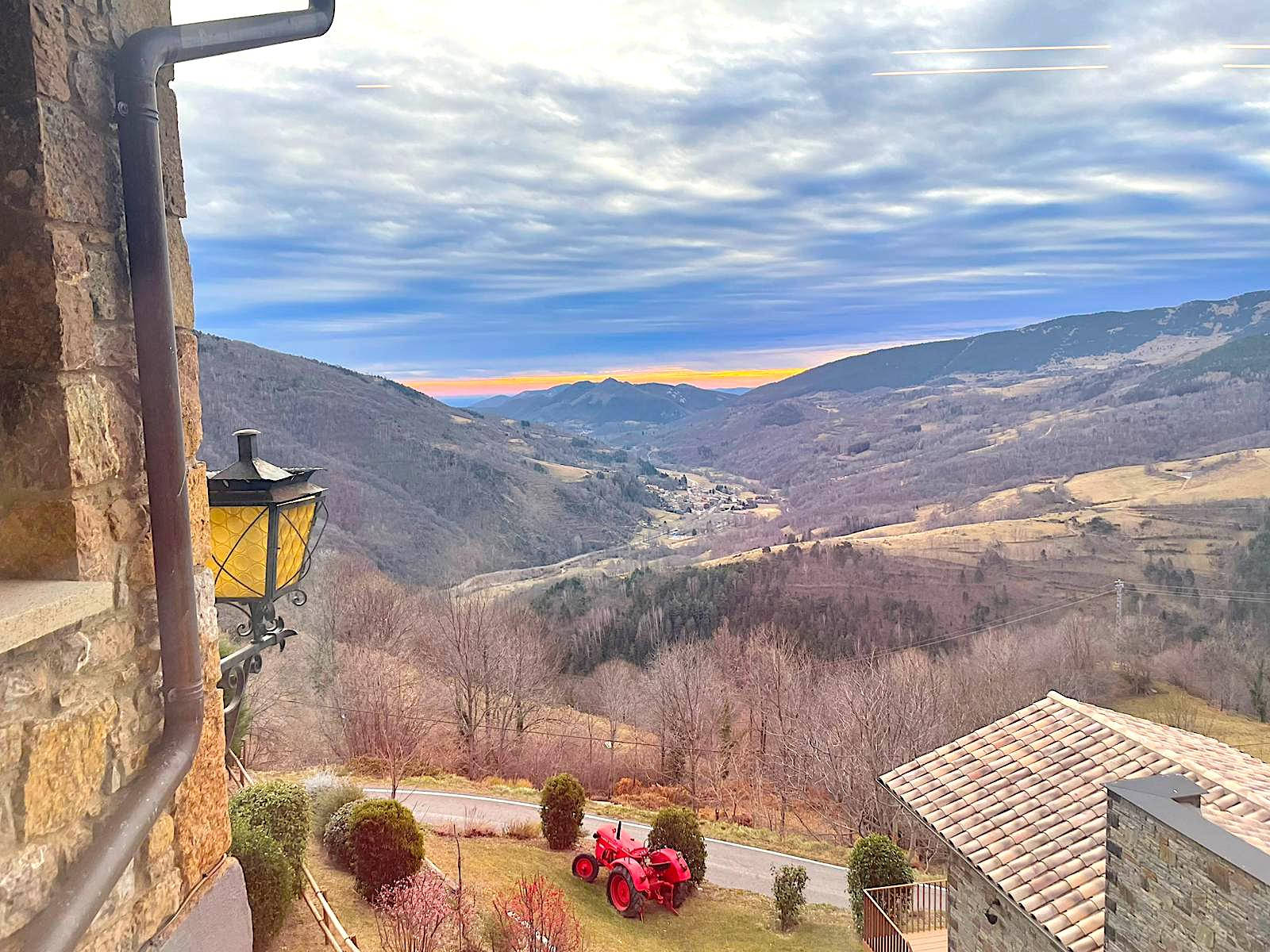